# Obragas
Obragas was de naam van een gemeenschappelijke nv waarin verschillende gemeenten in Zuidoost-Brabant hun belangen in hun plaatselijke gasbedrijven onderbrachten. Het gemeenschappelijk bedrijf was verantwoordelijk voor de gasinkoop en distributie en -voorziening in de aangesloten gemeenten. Obragas had als formele vestigingsadres het gemeentelijk energiebedrijf van Helmond, aan de Havenweg en bestond van 1963 tot 2006.

## Geschiedenis
De eerste gasfabrieken werden in Nederland opgericht in het tweede kwart van de 19e eeuw. In Helmond was er een bedrijfsgasfabriek vanaf 1856, in de Katoendrukkerij Van Vlissingen, het latere Vlisco. In 1862 kwam er ook een gemeentelijke gasfabriek in Helmond, allereerst voor de straatverlichting, ter vervanging van petroleumverlichting. Later werd gas ook gebruikt voor verwarmingsdoeleinden en voor kracht, ook bij bedrijven en particulieren. Het gasverbruik nam snel toe. In 1896 en 1901 werden nieuwe gashouders geplaatst terwijl het buizennet toenam (ca. 15 km in 1912). Naast de toenemende particuliere afzet (gestimuleerd door invoering van muntmeters in 1896) was een uitbreidende openbare verlichting, met in 1912: 233 lantaarns, waarvan 80 ook voor nachtverlichting. Het zeer positieve rendement betekende voor de gemeente inmiddels een aardige bron van inkomsten.

## Omschakeling
In 1920 bereikte de gasproductie van gasfabrieken een hoogtepunt om vervolgens af te nemen qua debiet en rendement. Een eigen productiebedrijf werd steeds minder aantrekkelijk. Het aanbod van de Staatsmijnen eind jaren twintig om het door haar gedistribueerde cokesovengas (mijngas genaamd) af te nemen werd aangenomen. In 1934 haakte ook Helmond op de transportleiding naar Eindhoven aan. Het eigen productiebedrijf werd stopgezet, het gasbedrijf verzorgde inkoop, opslag en distributie en verrichtte de gebruikersadministratie. Na de bevrijding groeide de afzet voorlopig alsmaar, het aantal aansluitingen nam fors toe evenals het leidingennet (1940-1960: van 41 km tot ruim 81 km). Omliggende gemeenten werden op het Helmondse net aangesloten: Lieshout, Aarle-Rixtel en Mierlo. In 1957 nam het gemeentelijk gasbedrijf nog een nieuwe, grote gashouder in bedrijf in verband met opslagcapaciteit. In de jaren zestig volgde de omschakeling op aardgas, dat in Helmond van 1968 tot 1974 (aansluiting Brouwhuis) duurde. 
Ondertussen was in 1963 de NV Obragas opgericht, een holding van een aantal Oost-Brabantse gemeenten. Het hoofdkwartier kwam in Helmond en de directeur van het Helmondse distributiebedrijf was ook directeur van Obragas. Pas in 1970 werd Helmond de 24e aandeelhouder. In 1967 werd omgeschakeld op aardgas en in 1971 werd de gashouder afgesloten. In 1974 werd een nieuw kantoorgebouw in gebruik genomen en beschikte men over 65.000 aansluitingen. Van de 24 aangesloten gemeenten was Helmond uiteraard de grootste. Het aantal aansluitingen nam nog toe tot 150.000 in 1990. Obragas breidde ondertussen  haar werkzaamheden en werkterrein uit. In 1980 werd de NV Warmtedistributiemij Oost Brabant afgekort WAMOB opgericht, een 50% dochter, voor verwarming en tapwatervoorziening. In 1988 volgde de aankoop van NV Gasbedrijf Peelland.
De liberalisatie en de schaalvergroting leidden tot de verkoop van Obragas in 2002 aan het Duitse energiebedrijf RWE. In 2011 werd het kantoorcomplex ca. te Helmond gesloopt. Op de plaats werd het Burgemeester Geukerspark ingericht dat in 2020 werd geopend.